# Selsjön, Ångermanland
Selsjön är en sjö i Sollefteå kommun i Ångermanland och ingår i Ångermanälvens huvudavrinningsområde. Sjön har en area på 0,149 kvadratkilometer och ligger 132,2 meter över havet. Alldeles intill sjön ligger byn Selsjön.

## Delavrinningsområde
Selsjön ingår i det delavrinningsområde (702271-157099) som SMHI kallar för Utloppet av Selsjön. Medelhöjden är 193 meter över havet och ytan är 3,59 kvadratkilometer. Det finns inga avrinningsområden uppströms utan avrinningsområdet är högsta punkten. Vattendraget som avvattnar avrinningsområdet har biflödesordning 3, vilket innebär att vattnet flödar genom totalt 3 vattendrag innan det når havet efter 61 kilometer. Avrinningsområdet består mestadels av skog (79 procent). Avrinningsområdet har 0,15 kvadratkilometer vattenytor vilket ger det en sjöprocent på 4,1 procent.